# Giovanni da Procida

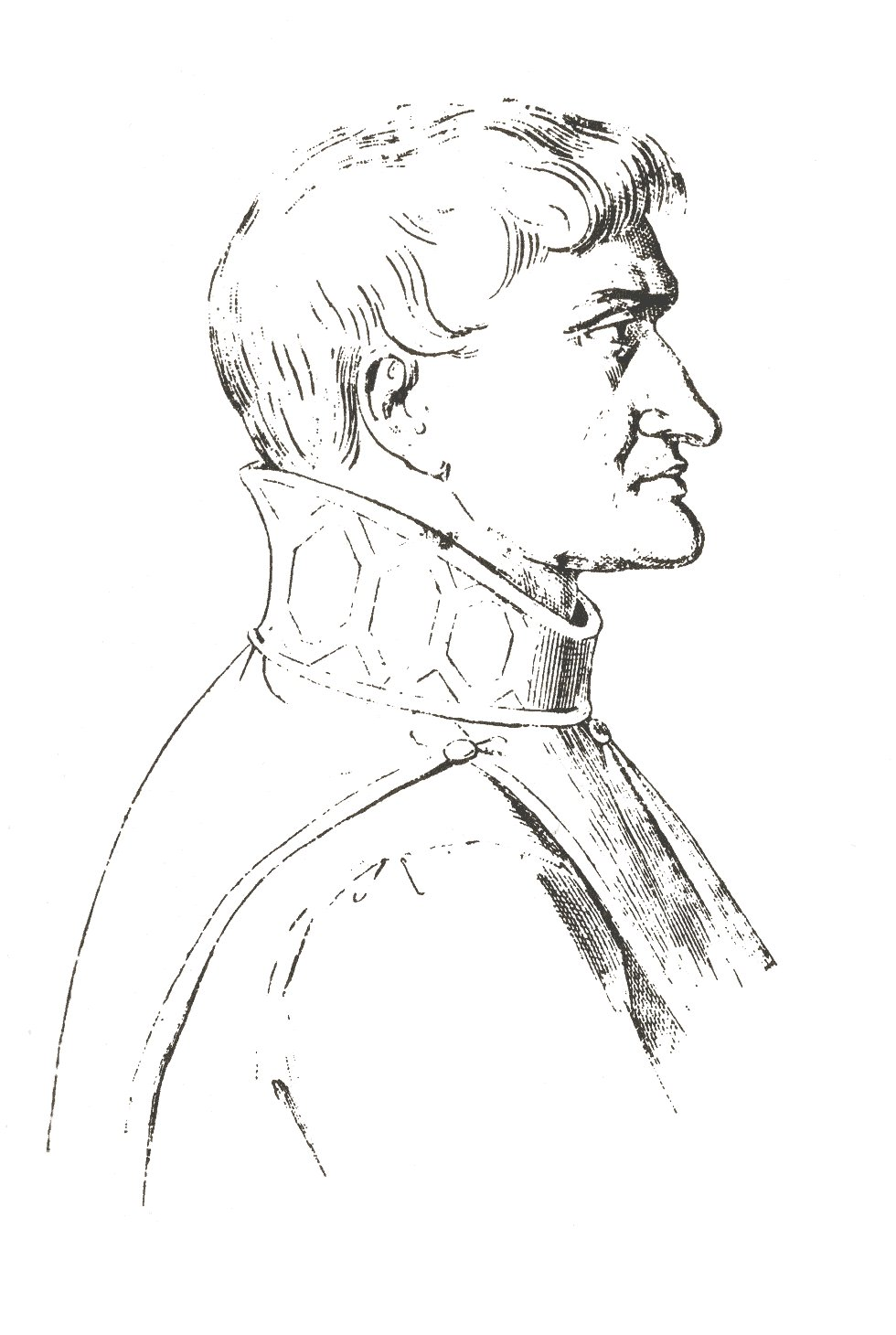
Giovanni da Procida.

Giovanni da Procida, född 1210 i Salerno inom en familj, som hade ön Procida i förläning, död 1298 i Rom, var en italiensk politiker.
Giovanni da Procida slöt sig helt ung till Hohenstaufernas parti (traditionen låter honom vara kejsar Fredrik II:s och sicilianske kungen Manfreds livläkare) och var 1260 en av Salernos ledande män, Manfreds vän och hjälpare. Efter Manfreds död, 1266, gick Giovanni da Procida i hans besegrares, Karls av Anjou, tjänst. Men hans sympatier för den unge Hohenstaufern Konradin, som sökte rycka Sicilien från Karl, drog härskarens onåd över honom. År 1270 blev han förvisad och hans egendom konfiskerad. Länge irrade landsflyktingen omkring utan hem och utan bröd. År 1276 kom han till Peters av Aragonien hov, där han träffade före sig andra hohenstaufenska emigranter. Peter, som av dem eggades att göra sina arvsanspråk på Sicilien gällande, sände 1279 Giovanni da Procida till grekiske kejsaren för att underhandla om dennes biträde till planerna mot Karl av Anjou. Under denna diplomatiska resa skall Giovanni da Procida enligt senare, mycket osäker tradition ha besökt Sicilien och genom hemliga bearbetningar underminerat Karls tron. Man vet, att han inte var närvarande i Palermo under den sicilianska aftonsången, den folkresning, som gjorde slut på Karls herravälde på Sicilien, och det är osäkert hur stor roll han spelade under förberedelserna till denna. Han var sedermera kansler på Sicilien under Peter av Aragonien och dennes son, men närmade sig på 1290-talet åter huset Anjou, lämnade 1297 Sicilien och sökte genom påvens förmedling återfå sina konfiskerade gods i kungariket Neapel.